# Reformjudendom

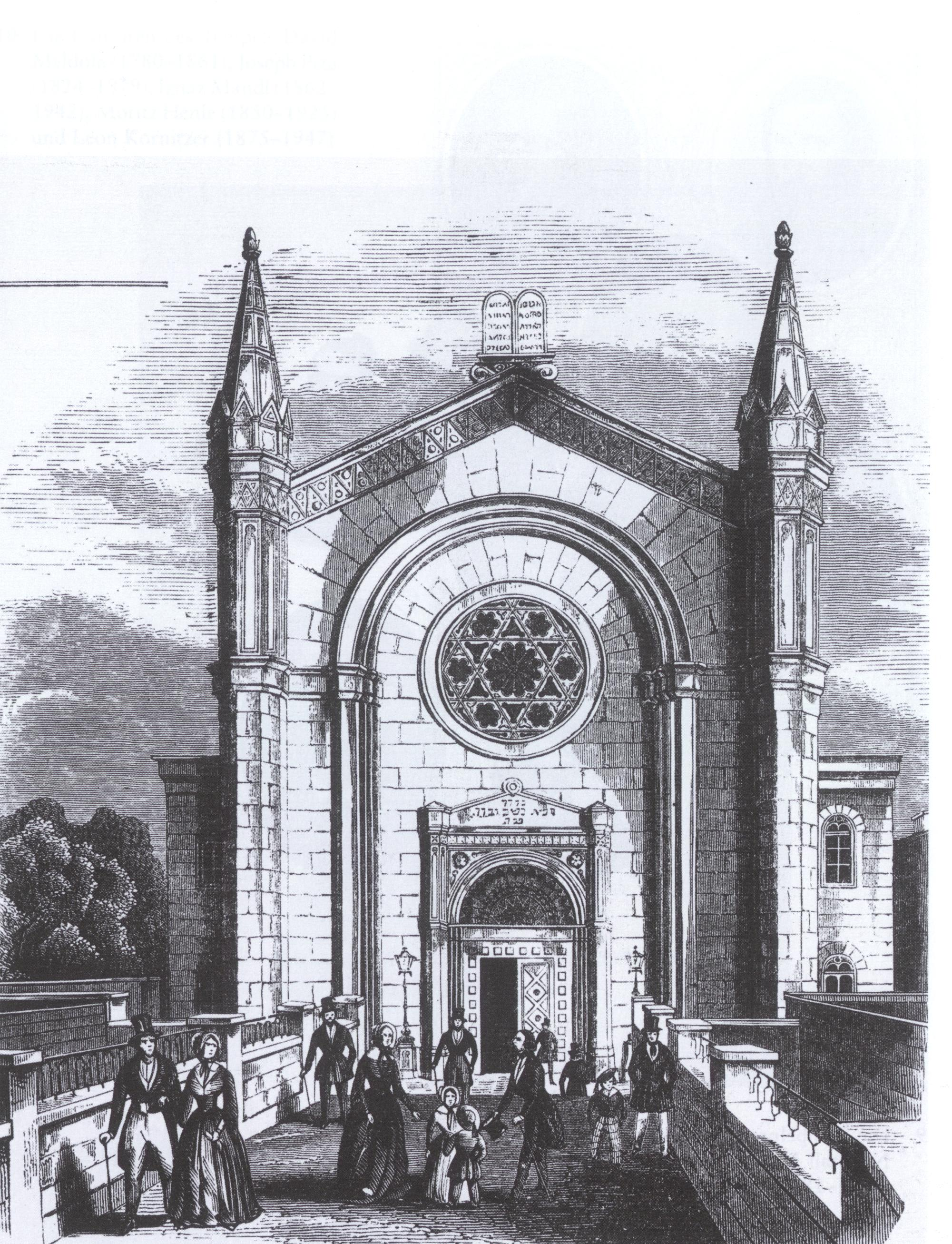
"Israelitischer Tempel Poolstraße", Hamburg.

Liberal judendom, reformjudendom eller reformistisk judendom är en inriktning inom judendomen som inte kräver av sina medlemmar att de ska följa vare sig Torah eller resten av Tanakh på varje punkt. Den ska istället tolkas, vilket är ett traditionellt inslag inom alla judiska inriktningar. Reformerta judar förespråkar ett mer öppet och tolerant synsätt, vilket innebär att varje individ själv får ta ansvar för hur mycket vederbörande vill utöva av det som tillhör den judiska traditionen. Med andra ord är den reformerta inriktningen ganska fri. Med fri menas inte att man kan vara jude utan att tillämpa någon judisk tradition. Judisk kultur och utbildning är fortfarande väsentlig, men bör enligt detta synsätt anpassas till det moderna samhället.

## Historik
Reformjudendomen har sina rötter i 1800-talets Tyskland, då man översatte den hebreiska Bibeln till tyska och började anpassa religionen efter samhället. Anpassningen av religionen berodde på att judar ville komma in i det tyska samhället och många konverterade till kristendomen. För att inte tappa hela den judiska församlingen beslöt man sig för att reformera judendomen. I praktiken skiljer sig dessa inriktningar inte särskilt nämnvärt från varandra. Rörelsen har sitt ursprung i den judiska upplysningen, eller haskala och den påföljande emancipationen av judar i Västeuropa.
Den tyska rabbinen Abraham Geiger (1810–74) var en av krafterna bakom skapandet av reformjudendomen. Geiger ansåg att en vetenskapligt sinnad person inte kunde acceptera uppenbarelsen av Torah som en faktisk och bindande verklighet. Ursprungligen strävade rörelsen efter ett mer eller mindre förkastande av den traditionella judendomen till förmån för en nyare "mosaisk" tro som man hoppades skulle erbjuda judarna större möjligheter till integration och jämställdhet. Förändringar i ritual och gudstjänstformerna genomfördes. Tidiga reformistiska synagogor är ofta byggda för att likna kyrkor och i dessa introducerades ofta både körer och orgel. Dietföreskrifterna övergavs, bönerna översattes från hebreiska till landets språk, gudstjänsterna förkortades och bänkarna som tidigare var könsfördelade ersattes av familjebänkar. Inte alldeles sällan flyttades vilodagen, sabbaten till söndagen. Rörelsen kom under tidigt 1900-tal att växa sig särskilt stark i USA och ur den amerikanska reformist-rörelsen uppkom sedan konservativ judendom som en motreaktion. Reformistisk judendom är som det låter en frisinnad och fritänkande inriktning.

## Läror
Reformistiska judar menar att man inte behöver hålla lika strikt på äldre judiska regler och att man skall anpassa judendomen till vardagens fordran. Man erkänner inte halacha som något bindande. Istället försöker man göra nytolkningar av gamla mitzvot och anpassa judisk vardag efter utvecklingen. Reformrörelsen är idag dynamisk och nyskapande. Inriktningen som utbildar sin personal vid Hebrew Union College började på 1970-talet ordinera kvinnliga rabbiner. Man intar också en tolerant inställning till homosexuella judar. Det finns möjlighet för homosexuella att ingå äktenskap enligt traditionella judiska föreskrifter inom reformjudendomen.
Den liberala inriktningen skiljer inte lika mycket mellan män och kvinnor som en del andra inriktningar gör. Istället ser man gärna att kvinnor utför religiösa ritualer. Den som är mest lämpad för en religiös uppgift bör få utföra uppgiften. Könet ska inte spela någon roll.
Det bör noteras att stora skillnader finns mellan amerikansk reformistisk judendom och brittisk reformistisk judendom. Den brittiska reformjudendomen kan sägas vara mer traditionell i sin tolkning än den amerikanska. Som ett exempel kan nämnas att inom brittisk reformjudendom firar man shabbat (vilodagen) från solens nedgång på fredagen till solens nedgång på lördagen, i enlighet med biblisk tradition.